# Skrajnik
Skrajnik - urządzenie znajdujące się na torze ładunkowym służące do sprawdzania wyruszającego na szlak taboru, tak aby jego elementy nie wystawały poza skrajnię kolejową.

## Budowa

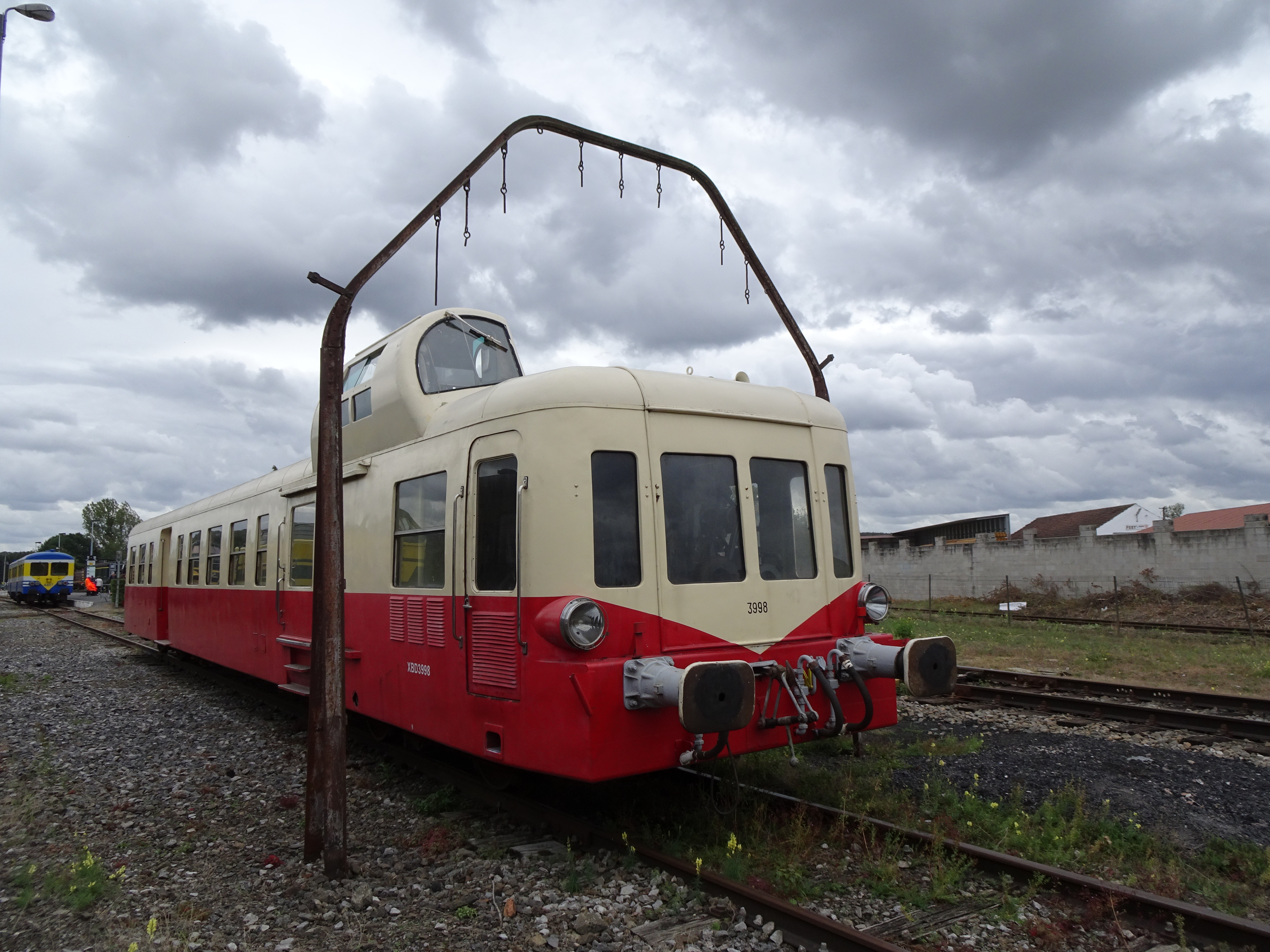
Skrajnik z łańcuchami na belce górnej

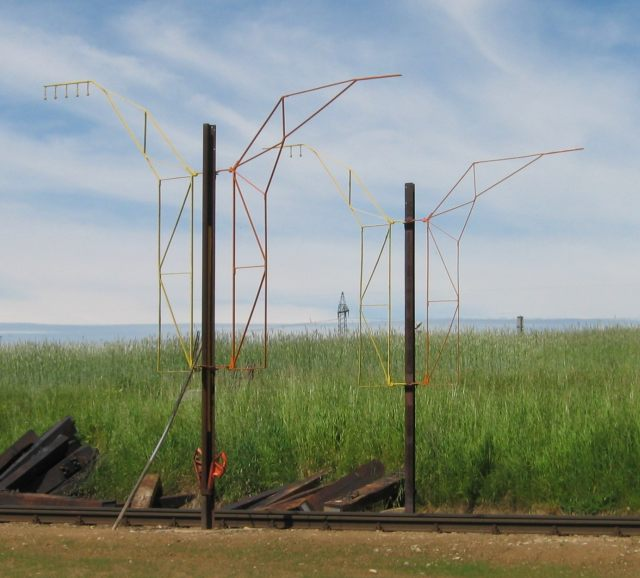
Skrajnik ze skrzydłami odwzorowującymi geometrię skrajni

Skrajniki budowane są w taki sposób aby odzwierciedlały skrajnię taboru, której sprawdzane wagony z ładunkiem nie mogą przekraczać. Stanowi on bramę stalową. Do górnej belki podwieszane są ciężarki na łańcuchach, a do słupów na zawiasach skrzydła.
Alternatywną budowę skrajników stanowiła prostokątna rama z szyn kolejowych, które nitowano lub skręcano na śruby. Na ramie skrajników montowano skrzydła z różnymi wymiarami skrajni.
Ze względu na różne skrajnie taboru może zachodzić potrzeba montowania na stacjach różnych skrajników odpowiadającym poszczególnym skrajniom.

## Zastosowanie
Zgodnie z Rozporządzeniem Ministra Transportu i Gospodarki Morskiej z dnia 10 września 1998 r. w sprawie warunków technicznych, jakim powinny odpowiadać budowle kolejowe i ich usytuowanie §108 pkt. 5 w skrajnik należy wyposażyć punkty ładowania, na których dokonuje się przeładunków znacznej ilości ładunków całowagonowych. Bramę skrajnika należy montować na torze ładunkowym lub wagowym. W odległości 15 metrów przed i za skrajnikiem tor w planie usytuowany powinien być na prostej.

## Ciekawostki
W Chociulach znajdował się skrajnik z 1873 roku. Po wpisaniu do wojewódzkiej ewidencji zabytków został przeniesiony do Zielonej Góry i zamontowany w skansenie Kolei Szprotawskiej.